# Marcelo Jorquera
Marcelo Pablo Jorquera Silva (Santiago de Chile, 13 de octubre de 1992) es un futbolista chileno, que juega como lateral izquierdo en Deportes Iquique de la Primera División de Chile.

## Vida personal
Estudio en Liceo San Francisco de Quito.
tiene 3 hijos.

## Trayectoria
Nacido en las divisiones inferiores de Unión Española, en el año 2010 pasó a integrar las filas de Deportes Osorno. A mediados de 2011 ficha por Ñublense, donde queda seleccionado por Jorge Garcés, interactuando en las juveniles y siendo alternativa del primer equipo. Ese semestre, Marcelo es considerado en 2 citaciones (ante Palestino y Audax Italiano). Al año siguiente, firma contrato como profesional en el mismo club, peleando palmo a palmo con jugadores consagrados en el fútbol profesional, tanto nacional como extranjero. Durante el primer semestre, se adueña rápidamente de la banda izquierda, jugando como titular (jugó veinte partidos, incluyendo Copa Chile)
En junio de 2013, se confirma su llegada a Universidad de Chile.

## Clubes
| Club                 | País  | Año       |
| -------------------- | ----- | --------- |
| Provincial Osorno    | Chile | 2010      |
| Ñublense             | Chile | 2011-2013 |
| Universidad de Chile | Chile | 2013-2014 |
| Deportes Iquique     | Chile | 2014-2015 |
| Rangers              | Chile | 2015-2017 |
| Iberia               | Chile | 2017      |
| Cobresal             | Chile | 2018-2021 |
| Unión Española       | Chile | 2021      |
| Cobresal             | Chile | 2022-2024 |
| Deportes Iquique     | Chile | 2025-Act. |

## Palmarés

### Distinciones individuales
| Distinción                                 | Año  |
| ------------------------------------------ | ---- |
| Equipo ideal del año en la Gala Crack Easy | 2023 |